# 두릅나무속
두릅나무속(Aralia)은 두릅나무과에 속하는 속 중 하나이며, 동아시아, 오세아니아 및 북아메리카 지역에 걸쳐 분포하는 70여종의 낙엽 관목 및 다년생식물 식물의 총칭이다.

## 생태
잎은 어긋나며, 작은잎에는 가장자리에 가시가 있다. 꽃대의 끝에서 다수의 꽃이 총상(總狀)으로 나와서 끝마디에 붙는 산형(繖形) 꽃차례이며, 꽃은 양성화 또는 수꽃이 섞여 있다. 꽃잎은 5개이며, 수술대와 암술대 또한 5개로 이루어져 있다. 열매는 원 모양의 핵과로, 5개의 씨가 들어있다.

## 같이 보기
- 두릅나무